# Harald Ljungh
Johan Harald Ljungh, född 21 april 1913 i Helsingborg, död 26 december 2007, var en svensk jurist och ämbetsman.
Ljungh, som var son till filosofie doktor Anders Theodor Ljungh och Helena Thulin, avlade studentexamen 1931 och blev juris kandidat vid Lunds universitet 1937. Efter tingstjänstgöring i Villands domsaga 1937–1940 blev han extra länsnotarie i Jönköpings län 1940, andre länsnotarie 1947, länsassessor i Västernorrlands län 1953, förste länsassessor 1960 och landssekreterare 1964. Han överflyttade därefter till länsstyrelsen i Malmöhus län, där han var länsråd och chef för förvaltningsavdelningen från 1971. Ljungh blev riddare av Nordstjärneorden 1965 och kommendör av samma orden 1971. Han är begraven på Pålsjö kyrkogård.